# Pigmalione (Rousseau)
Il Pigmalione (titolo originale francese: Pygmalion) è un lavoro drammatico-musicale (scène lyrique) con testi di Jean-Jacques Rousseau e intermezzi musicali di Horace Coignet. Il filosofo ginevrino compose il libretto durante il suo soggiorno a Môtiers nel 1762, ma la prima rappresentazione dell'opera non avvenne che nel 1770, a Lione. La pièce approdò poi, nell'ottobre 1775, alla Comédie-Française.
Il Pigmalione è considerato uno dei primi esemplari (se non il primo in assoluto) del genere del melologo.
In Italia ne venne riproposta una versione tutta cantata, Pigmalione. Fu voluta dal tenore Babbini, messa in musica dal veneziano Giovanni Battista Cimador nella traduzione di Antonio Sografi e rappresentata per la prima volta a Venezia, nel 1790.

## Storia
Rousseau compose i testi del Pigmalione nel novembre 1762, durante il suo soggiorno nella località svizzera di Môtiers, dove si era rifugiato in seguito alla condanna a cui erano andati incontro, in Francia, i suoi libri Il contratto sociale e, soprattutto, Émile, o dell'educazione. Rousseau, all'epoca, aveva già prodotto le opere Le Muse galanti, L'indovino del villaggio e Dafni e Cloe, di cui aveva composto personalmente la musica. Tuttavia, non ritenendosi in grado di musicare il Pigmalione – pensando anzi che ci sarebbe stato bisogno di un grande compositore, che idealmente avrebbe potuto essere Gluck – si rivolse a Horace Coignet, con il quale aveva già collaborato musicalmente. Costui compose 24 delle 26 arie di cui risultò formata l'opera una volta completa; le altre 2 vennero composte da Rousseau stesso.
La pièce fu messa in scena per la prima volta in una rappresentazione privata, il 19 aprile 1770, all'Hôtel de Ville di Lione. Il ruolo di Pigmalione fu interpretato dal magistrato lionese M. de Texier e quello di Galatea da Mme de Fleurieu. Il Pigmalione venne rappresentato ancora in privato, sempre a Lione, nel 1770, divenendo poi parte del repertorio del teatro di Lione e riscuotendo successo anche al di fuori della Francia (in particolare, nel 1772, a Bruxelles). Il 30 ottobre 1775 fu rappresentata anche dalla Comédie-Française di Parigi.

## Trama
La trama del Pigmalione è basata sulla vicenda, tramandata dalla mitologia classica, di Pigmalione: il quale, secondo la narrazione di Ovidio (Le metamorfosi), si innamorò di una statua che aveva scolpito egli stesso e alla quale Venere diede vita affinché egli potesse sposarla. In diverse versioni del mito successive a Ovidio, inclusa quella di Rousseau, la statua ha le sembianze della ninfa Galatea.

## La forma di melologo
Dal punto di vista formale, l'atto unico è composto da una combinazione anomala di: testo, non cantato, in una prosa dal carattere fortemente poetico; intermezzi musicali sinfonici; e pantomima. In effetti il Pigmalione di Rousseau è considerato uno dei primi esemplari di melologo (mélodrame), un genere teatrale-musicale caratterizzato proprio da questi elementi.

## IlPigmalionee l'estetica di Rousseau
Da un punto di vista estetico-filosofico, il Pigmalione esprime implicitamente l'idea che Rousseau aveva sviluppato a proposito della creazione artistica sulla base della sua propria esperienza: il nucleo della concezione estetica rousseauiana è l'identificazione tra l'opera d'arte e l'artista che l'ha creata; tale identificazione è esemplificata, nel melologo, da Galatea che toccando il suo corpo, e poi il corpo di Pigmalione, ripete «me» e da Pigmalione che le conferma «sì, sei tu, tu sola: io ti ho donato tutto il mio essere». In Rousseau infatti, secondo la ricostruzione di Shierry M. Weber, «tanto l'artista quanto l'opera d'arte sono pensati in termini di coscienza e individualità». Tuttavia, sempre in accordo con l'analisi di Weber, la relazione dei due individui è problematica: «Si può dire che l'opera è il sé dell'artista esternalizzato; d'altronde il sé comune è ora quello di Galatea più che quello di Pigmalione – "sei tu, tu sola". All'opera viene data la priorità sull'artista».